# Rissjön (Anundsjö socken, Ångermanland, 708122-159214)
Rissjön är en sjö i Örnsköldsviks kommun i Ångermanland och ingår i Moälvens huvudavrinningsområde. Sjön är 8,3 meter djup, har en yta på 0,248 kvadratkilometer och befinner sig 348,1 meter över havet.

## Delavrinningsområde
Rissjön ingår i det delavrinningsområde (708129-159082) som SMHI kallar för Utloppet av Rissjön. Medelhöjden är 414 meter över havet och ytan är 7,05 kvadratkilometer. Det finns inga avrinningsområden uppströms utan avrinningsområdet är högsta punkten. Vattendraget som avvattnar avrinningsområdet har biflödesordning 3, vilket innebär att vattnet flödar genom totalt 3 vattendrag innan det når havet efter 126 kilometer. Avrinningsområdet består mestadels av skog (76 procent) och sankmarker (20 procent). Avrinningsområdet har 0,25 kvadratkilometer vattenytor vilket ger det en sjöprocent på 3,5 procent.